# Zanthoxylum burkillianum
Zanthoxylum burkillianum är en vinruteväxtart som beskrevs av C.R. Babu. Zanthoxylum burkillianum ingår i släktet Zanthoxylum och familjen vinruteväxter. Inga underarter finns listade i Catalogue of Life.